# Tamin simoni
Tamin simoni is een spinnensoort in de taxonomische indeling van de spoorspinnen (Miturgidae).
Het dier behoort tot het geslacht Tamin. De wetenschappelijke naam van de soort werd voor het eerst geldig gepubliceerd in 2001 door Christa L. Deeleman-Reinhold.